# Constrictor (film)
Pour les articles homonymes, voir Constrictor.
Pour plus de détails, voir Fiche technique et Distribution.
Constrictor (thaï : โบอา งูยักษ์ / Boa... Gnuu Yak !) est un film d'horreur thaïlandais réalisé par Chaninton Muangsuwan, sorti en 2006.

## Synopsis
Khin, Soet ...Phrae et Sida, de jeunes étudiants, partent en montgolfière  survoler l'épaisse forêt tropicale du parc national de Khao Yai afin de retrouver leur ami Pana, un jeune photographe qui vient de disparaître. Go, qui a le vertige, préfère rester au sol et promet de les aider. Les jeunes aventuriers sont pris dans une violente tempête et atterrissent en catastrophe dans les arbres au milieu de la jungle. Leur ballon est détruit. Ils se réfugient dans une grotte. Ils découvrent des gravures rupestres et un très ancien sanctuaire mais aussi le protecteur des lieux, un gigantesque serpent qui les attaque. Ils doivent fuir dans la forêt pour essayer d'échapper au terrible monstre...

## Fiche technique
- Titre original : โบอา งูยักษ์
- Titre français : Constrictor
- Titre alternatif : Boa... Gnuu Yak ! / Boa
- Réalisation : Chaninton Muangsuwan (Kung Chanintorn)
- Scénario : Manop Udomdej et Chalart Sriwannaj
- Directeur de la photographie : Thanut Kruewan
- Musique : Phatai Puangjeen
- Producteur : Manop Udomden
- Producteurs associés : Tean Pornsuvee et Toy Supawan
- Société de distribution : Sahamongkolfilm Co.[1]
- Pays : Thaïlande
- Genre : Horreur, Aventure, Monstre, Adolescent
- Durée : 95 minutes
- Sortie : avril 2006 en Thaïlande
- Sortie DVD : 18 février 2009 puis 20 juillet 2010 en France

## Distribution
- Nophand Boonyai (นพพันธ์ บุญใหญ่) : Khin
- Sittha Lertsrimonkol (Mai Sit tha) (สิทธา เลิศศรีมงคล) : Soet
- Kiratikorn Ratkulthorn (กีรติกร รัตน์กุลธร) : Phrae
- Tawngrak Assawarat(ต้องรัก อัศวรัตน) : Sida
- Phoophan Khannathap (ภูพาน คัญทัพ) : Go
- Pimpan Chalaikupp (พิมพ์พรรณ ชลายนคุปต์) : Nattacha[2]
- Isika Tangsrichanon (Ying Isika) (ไอศิกา ตั้งศิริชานนท์) :
- Chaiyapuk Puthsatikol (Tom Chaiyapreak) (ชัยพฤกษ์ พฤกษติกุล) :
- Oak Keeraki (กีรติ ศิวะเกื้อ) :

## À noter
- Constrictor n'est pas sorti dans les salles de cinéma en France. Il n'est sorti qu'en DVD.